# 2015-ös Formula–E Moszkva nagydíj
A 2015-ös Moszkva nagydíjat június 6-án, a 2014–2015-ös Formula–E bajnokság kilencedik futamaként rendezték. A pole-pozíciót Jean-Éric Vergne szerezte meg, a futamot pedig Nelson Piquet Jr. nyerte meg.

## Időmérő
| Helyezés | Rajtszám | Versenyző              | Csapat             | Idő/hátrány | Rajthely |
| -------- | -------- | ---------------------- | ------------------ | ----------- | -------- |
| 1        | 27       | Jean-Éric Vergne       | Andretti Autosport | 1:09.429    | 1        |
| 2        | 99       | Nelson Piquet Jr.      | NEXTEV TCR         | +0.020      | 2        |
| 3        | 11       | Lucas di Grassi        | Audi Sport ABT     | +0.256      | 3        |
| 4        | 9        | Sébastien Buemi        | e.dams-Renault     | +0.397      | 4        |
| 5        | 7        | Jérôme d’Ambrosio      | Dragon Racing      | +0.538      | 5        |
| 6        | 8        | Nicolas Prost          | e.dams-Renault     | +0.614      | 6        |
| 7        | 66       | Daniel Abt             | Audi Sport ABT     | +0.646      | 7        |
| 8        | 23       | Nick Heidfeld          | Venturi GP         | +0.669      | 8        |
| 9        | 10       | Jarno Trulli           | Trulli GP          | +0.716      | 9        |
| 10       | 30       | Stéphane Sarrazin      | Venturi GP         | +0.761      | 20       |
| 11       | 77       | Salvador Duran         | Amlin Aguri        | +0.828      | 10       |
| 12       | 2        | Sam Bird               | Virgin Racing      | +0.936      | 11       |
| 13       | 28       | Justin Wilson          | Andretti Autosport | +0.969      | 12       |
| 14       | 88       | Antonio Garcia         | NEXTEV TCR         | +1.108      | 13       |
| 15       | 55       | António Félix da Costa | Amlin Aguri        | +1.188      | 14       |
| 16       | 21       | Bruno Senna            | Mahindra Racing    | +1.259      | 15       |
| 17       | 5        | Karun Chandhok         | Mahindra Racing    | +1.268      | 16       |
| 18       | 3        | Jaime Alguersuari      | Virgin Racing      | +1.512      | 17       |
| 19       | 6        | Loïc Duval             | Dragon Racing      | +1.712      | 18       |
| 20       | 18       | Vitantonio Liuzzi      | Trulli GP          | +2.538      | 19       |

## Futam
| Helyezés | Rajtszám | Versenyző              | Csapat             | Kör | Idő/Kiesés oka | Rajthely | Pont |
| -------- | -------- | ---------------------- | ------------------ | --- | -------------- | -------- | ---- |
| 1        | 99       | Nelson Piquet Jr.      | NEXTEV TCR         | 35  | 43:18.867      | 2        | 25   |
| 2        | 11       | Lucas di Grassi        | Audi Sport ABT     | 35  | +2.012         | 3        | 18   |
| 3        | 23       | Nick Heidfeld          | Venturi GP         | 35  | +11.548        | 8        | 15   |
| 4[a]     | 27       | Jean-Éric Vergne       | Andretti           | 35  | +12.416        | 1        | 15   |
| 5        | 66       | Daniel Abt             | Audi Sport ABT     | 35  | +25.626        | 7        | 10   |
| 6        | 77       | Salvador Duran         | Amlin Aguri        | 35  | +28.960        | 10       | 8    |
| 7        | 55       | António Félix da Costa | Amlin Aguri        | 35  | +30.529        | 14       | 6    |
| 8        | 8        | Nicolas Prost          | e.dams-Renault     | 35  | +31.556        | 6        | 4    |
| 9[a]     | 9        | Sébastien Buemi        | e.dams-Renault     | 35  | +40.050        | 4        | 4    |
| 10       | 28       | Justin Wilson          | Andretti Autosport | 35  | +46.320        | 12       | 1    |
| 11       | 7        | Jérôme d’Ambrosio      | Dragon Racing      | 35  | +51.474        | 5        |      |
| 12       | 5        | Karun Chandhok         | Mahindra Racing    | 35  | +52.493        | 16       |      |
| 13       | 3        | Jaime Alguersuari      | Virgin Racing      | 35  | +55.810        | 17       |      |
| 14       | 30       | Stéphane Sarrazin      | Venturi GP         | 35  | +56.715        | 20       |      |
| 15       | 6        | Loïc Duval             | Dragon Racing      | 35  | +1:18.763      | 18       |      |
| 16       | 21       | Bruno Senna            | Mahindra Racing    | 34  | +1 kör         | 15       |      |
| 17       | 18       | Vitantonio Liuzzi      | Trulli GP          | 34  | +1 kör         | 19       |      |
| 18       | 10       | Jarno Trulli           | Trulli GP          | 32  | Felfüggesztés  | 9        |      |
| 19       | 88       | Antonio Garcia         | NEXTEV TCR         | 32  | +3 kör         | 13       |      |
| Ki       | 2        | Sam Bird               | Virgin Racing      | 24  | Fékek          | 11       |      |

Megjegyzés:
- ↑ a:  - +3 pont a pole-pozícióért
- ↑ b:  - +2 pont a leggyorsabb körért

## A világbajnokság állása a verseny után
(Teljes táblázat)
| H  | Versenyzők        | Pont | H  | Konstruktőrök      | Pont |
| -- | ----------------- | ---- | -- | ------------------ | ---- |
| 1. | Nelson Piquet Jr. | 128  | 1. | e.Dams-Renault     | 187  |
| 2. | Lucas di Grassi   | 111  | 2. | Audi Sport ABT     | 143  |
| 3. | Sébastien Buemi   | 105  | 3. | China Racing       | 132  |
| 4. | Nicolas Prost     | 82   | 4. | Dragon Racing      | 116  |
| 5. | Jérôme d’Ambrosio | 77   | 5. | Andretti Autosport | 104  |

- Jegyzet: Csak az első 5 helyezett van feltüntetve mindkét táblázatban.